# 김덕현 (육상 선수)
김덕현(金德現, 1985년 12월 8일~)은 대한민국의 육상 선수로 주 종목은 세단뛰기와 멀리뛰기이다.

## 생애
전라남도 보성군 출생으로 벌교중앙초등학교, 삼광중학교, 광주체육고등학교를 나왔으며 현재 조선대학교를 졸업하고 광주광역시청 육상팀에서 활약중이다.
2005년 9월 4일 인천에서 열린 아시아 육상 선수권 대회 세단뛰기에서 16m78을 뛰어 박민수가 세운 종전 한국 기록(16m73)을 5cm 늘렸다. 같은 해 11월에는 마카오 제4회 동아시아 경기 대회에서 16m 79로 한국신기록을 세우며 금메달을 땄으며, 2006년 10월 19일 제87회 전국체전 세단뛰기 남자 대학부 경기에서 마의 17m 벽을 넘는 17m 07의 한국 신기록으로 우승, 대회 MVP에 오르면서 한국 육상의 미래로 떠올랐다. 그 해 12월 12일에는 2006년 아시안 게임 세단뛰기에서 16m 87의 기록으로 동메달을 땄다.
2007년 7월 29일, 아시아 육상 선수권 대회 세단뛰기에서 17m 00의 기록으로 은메달을 차지했다. 한달 뒤인 8월 25일, 2007년 세계 육상 선수권 대회 세단뛰기 예선에서 16m 78의 기록으로 조 4위, 전체 8위를 차지해 결선 진출에 성공했다. 이는 1999년 세계 육상 선수권 대회 남자 높이뛰기에서 6위를 차지한 이진택과 여자 포환던지기 부문에서 10위를 차지한 이명선 이후 8년 만에 이룬 세계선수권 결선 진출이었다. 결선에선 16m 71을 뛰어 9위를 기록했다.
2008년 8월, 베이징 올림픽에 출전, 16m 88의 기록으로 예선탈락했다. 1달 뒤인 9월 25일 대구에서 열린 2008년 대구국제육상경기대회에 출전해 16m 48로 동메달을 획득했으나 그 해 10월에 열린 제89회 전국체전 남자 일반부 세단뛰기에선 16m 53의 저조한 기록으로 국내대회에서 2위에 그쳐 큰 충격을 안겼다. 3일 뒤에 벌어진 멀리뛰기 경기에서 8m 13으로 21년 만에 한국 기록을 경신하면서 명예를 회복했다. 멀리뛰기 기록 경신 이후 기자들과 가진 인터뷰에서 코치의 훈련 스타일이 자신과 맞지 않는다고 불만을 표시해 논란이 일기도 했다.
2009년 6월 5일, 제 63회 전국육상선수권에서 17m 10을 뛰어 2년 만에 세단뛰기 한국신기록을 경신했으며 7월 12일 베오그라드에서 벌어진 2009년 하계 유니버시아드 멀리뛰기 부문에선 8m 20의 한국신기록을 세우며 금메달을 따 상승세를 이어갔다. 하지만 8월 16일에 열린 2009년 세계 육상 선수권 대회 세단뛰기 예선에서 개인기록에 한참 못 미치는 16m 58의 기록으로 전체 24위를 차지, 12명이 겨루는 결선에 진출하는 데 실패했다. 세단뛰기 예선 경기 후 가진 인터뷰에서 오른쪽 무릎 부상 때문에 제 컨디션을 발휘할 수 없었다고 말했다.
4일 뒤에 벌어진 멀리뛰기 예선에선 7m 99의 기록으로 조 7위, 전체 15위를 차지해 12명이 진출하는 결선 진출에 실패했다.
2014년 9월 30일 인천 아시안 게임 남자 멀리뛰기 결선에서 7m90의 기록으로 2위에 올라 은메달을 획득했다.

## 학력
- 벌교중앙초등학교
- 삼광중학교
- 광주체육고등학교
- 조선대학교

## 성적
- 날짜는 모두 현지 시간이다.

### 주요 대회 성적
| 날짜             | 종목     | 대회                         | 장소                        | 순위 | 기록   | 기타                 |
| ---------------- | -------- | ---------------------------- | --------------------------- | ---- | ------ | -------------------- |
| 2005년 9월 14일  | 세단뛰기 | 아시아 육상 선수권 대회      | 인천                        | 3위  | 16m 78 | 한국 신기록          |
| 2005년 11월 4일  | 세단뛰기 | 제4회 동아시아 경기 대회     | 마카오                      | 1위  | 16m 79 | 한국 신기록          |
| 2006년 10월 19일 | 세단뛰기 | 제 87회 전국체전 남자 대학부 | 김천                        | 1위  | 17m 07 | 한국 신기록/대회 MVP |
| 2006년 12월 12일 | 세단뛰기 | 2006년 아시안 게임           | 도하                        | 3위  | 16m 87 |                      |
| 2007년 7월 29일  | 세단뛰기 | 아시아 육상 선수권           | 암만                        | 2위  | 17m 00 |                      |
| 2007년 8월 14일  | 세단뛰기 | 2007년 하계 유니버시아드     | 방콕                        | 1위  | 17m 02 |                      |
| 2007년 8월 27일  | 세단뛰기 | 2007년 세계 육상 선수권 대회 | 오사카                      | 9위  | 16m 71 |                      |
| 2007년 10월 11일 | 세단뛰기 | 제 88회 전국체전 남자 대학부 | 광주                        | 1위  | 17m 03 |                      |
| 2008년 8월 18일  | 세단뛰기 | 2008년 하계 올림픽           | 베이징                      | 18위 | 16m 88 |                      |
| 2008년 10월 11일 | 세단뛰기 | 제89회 전국체전 남자 일반부  | 여수                        | 2위  | 16m 53 |                      |
| 2008년 10월 14일 | 멀리뛰기 | 제89회 전국체전 남자 일반부  | 여수                        | 1위  | 8m 13  | 한국 신기록          |
| 2009년 6월 5일   | 세단뛰기 | 제63회 전국육상선수권        | 대구                        | 1위  | 17m 10 | 한국 신기록          |
| 2009년 7월 12일  | 멀리뛰기 | 2009년 하계 유니버시아드     | 베오그라드                  | 1위  | 8m 20  | 한국 신기록          |
| 2009년 8월 16일  | 세단뛰기 | 2009년 세계 육상 선수권 대회 | 베를린                      | 24위 | 16m 58 |                      |
| 2009년 8월 20일  | 멀리뛰기 | 2009년 세계 육상 선수권 대회 | 베를린                      | 15위 | 7m 99  |                      |
| 2010년 11월 24일 | 멀리뛰기 | 2010년 아시안 게임           | 광저우                      | 1위  | 8m 11  |                      |
| 2014년 9월 30일  | 멀리뛰기 | 2014년 아시안 게임           | 인천                        | 2위  | 7m 90  |                      |
| 2016년 6월 10일  | 멀리뛰기 | MESSE RIED LA-MEETING 2016   | 오스트리아 리트임인크라이스 | 1위  | 8m 22  | 한국 신기록          |

### 개인 최고 기록
| 종목     | 기록   | 날짜         | 대회                              | 장소                        | 기타            |
| 세단뛰기 | 17m 10 | 2009. 06. 05 | 제63회 전국 육상 경기 선수권 대회 | 대한민국 대구 스타디움      | 대한민국 신기록 |
| 멀리뛰기 | 8m 22  | 2016. 06. 10 | MESSE RIED LA-MEETING 2016        | 오스트리아 리트임인크라이스 | 대한민국 신기록 |